# ライフコーポレーション

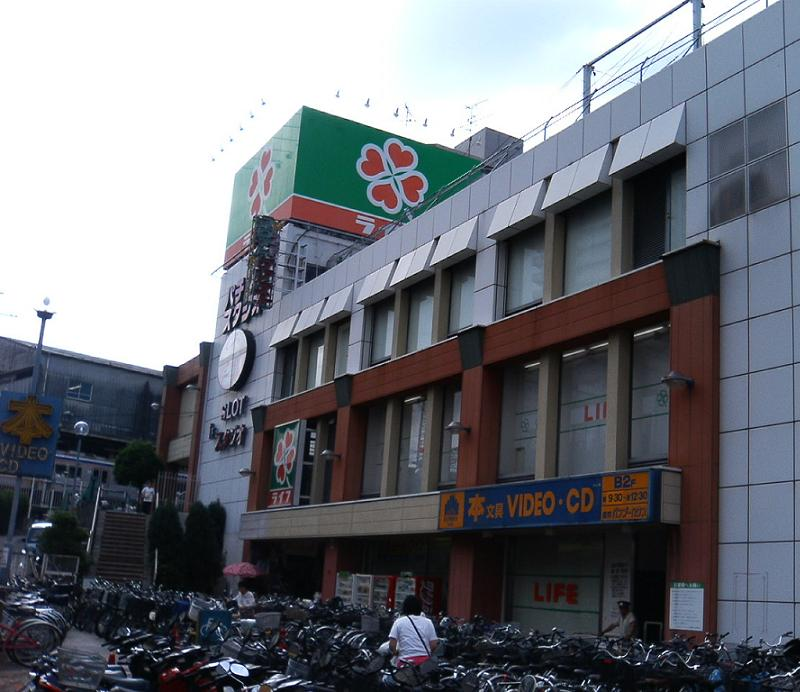
ライフ北野田店（堺市東区）

株式会社ライフコーポレーション（英: LIFE CORPORATION）は、近畿地方・関東地方でスーパーマーケットチェーン「ライフ」を展開する大手企業。本社は大阪市淀川区と東京都品川区の2本社制（登記上の本店は大阪市淀川区）。三菱商事の持分法適用関連会社であり、三菱グループに属している。また、東京証券取引所プライム市場に上場しており、JPX日経インデックス400の構成銘柄の一つ。食品スーパーの中で売上高日本一の企業。

## 概要
近畿圏と首都圏の二大商圏において、300店舗（2023年4月末時点）に及ぶドミナント展開をしている。近畿圏では大阪市内を中心に、大阪府、京都府、兵庫県、奈良県の2府2県、首都圏では東京都内を中心に、埼玉県、神奈川県、千葉県の1都3県に出店する。
創業者の清水信次が立ち上げに参画し、初代会長を務めた日本スーパーマーケット協会に所属する。3代目社長の岩崎高治は三菱商事出身であり、同社との関係が深い。
食料品中心のスーパーマーケットであるが、衣料品には力を入れており、普段着を中心としたオリジナル服飾商品も展開する。また近年はドラッグストアとの競争も視野に入れ、医薬品や日用品の品揃えも充実させた。大型店舗では寝具やインテリア関連、キッチン用品なども充実させている。
店名は、スーパーはモノを売るだけでなく生活を提案する産業という考え方から「ライフ＝生活」と名付けられた。シンボルマークの「カタバミ」は、カタバミの葉を「四つ葉のクローバー」に置き換え、「経営戦略」「営業戦略」「店舗戦略」「商品戦略」の4つのコンセプトを表している。グリーンカラーは、商品の「新鮮さ」と「信頼」「幸せ」を表現、メインカラーのオレンジは、ほほえみを呼ぶあたたかいサービスと、「活気」「積極性」を表現している。尚、ロゴを考案する際、葉が丸いクローバーとハート型のカタバミは形が似ているものの全く別の植物であるが、カタバミをクローバーだと誤認し、そのままロゴの由来を決定してしまったというエピソードがある。

### 店舗ブランド
店舗ブランドは「ライフ」の他、都市型高級スーパー「ライフエクストラ」、大阪市内で始まった実験店舗「セントラルスクエア」 がある。
また大阪市西区で始まった新業態として、オーガニック食品を扱う自然派スーパー「BIO-RAL（ビオラル）」、コンビニエンスストアを意識し弁当や惣菜を中心とした都市型ミニ店舗「Miniel（ミニエル）」 がある。

### プライベートブランド
プライベートブランドは、加盟しているニチリウグループのプライベートブランド「くらしモア」に加え、自社基本ブランド「スマイルライフ」、高級志向の「ライフプレミアム」、オーガニック・ローカル・ヘルシー・サステナビリティをコンセプトに持つ「BIO-RAL」のラインナップに加えて、ヤオコーとの共同開発ブランド「スターセレクト」の計5つを導入している。

### 事業所
大阪本社
- 大阪市淀川区西宮原2-2-22

東京本社
- 東京都品川区東品川4-12-3 品川シーサイドTSタワー13F

本店
- 大阪市淀川区西宮原2-2-22

設立以来、登記上の本店は東京であったが、2023年（令和5年）5月27日に東京都中央区日本橋本町3-6-2（清信興産の本店登記地と同じ）から移転。
実業務は上記の大阪・東京の両本社で行われている。

### 部門
ライフの店舗は下記の部門で構成されており、記述されている商品は一部でこのほかにも多数の商品を扱っている。ただし店舗により取扱いがないものもある。
- 農産（野菜、果実、生花）
- 水産（鮮魚、佃煮、刺身）
- 畜産（食肉、加工肉、中華材料等）
- 惣菜（弁当、サンドイッチ、サラダ）
- 日配（パン、牛乳、うどんなど日持ちしない食品）
- 食品（調味料、菓子等日持ちのする食品）
- IB（インストアベーカリーの略、店内で製パンする部門）- 「小麦の郷（さと）」のブランド名で展開する。
- 生活関連（トイレタリー、化粧品、医薬品、家庭用品、住居用品、ペット用品、文具、玩具、書籍、寝具、インテリア）
- 衣料（衣料品、服飾等）
- レジ事務 - 設立当初は、レジ部門・事務部門に分かれていたが、人件費や作業の簡素化のため統一された。[要出典]

## 歴史
創業者・清水信次は1945年、戦後の焼け野原の中で食料品を調達しようと、乾物と輸入品の販売を行う「清水商店」を立ち上げた。1950年代からパイナップル缶詰、バナナ、ココアなど米国占領軍物資を販売する事業を手掛けた。大阪の闇市時代に取引した米軍基地内の食品スーパーに憧れ、輸入品の調達と視察をかねてアメリカを訪問した。
帰国後、本格的なスーパーマーケットの開店を目指し、1961年11月に大阪府豊中市に近畿圏1号店の豊中店 を開店させる。
1971年に10号店の伊丹店（兵庫県伊丹市、2000年8月31日閉店）を開店させてようやく安定的な利益が出るようになり、東京進出を決心して東京都板橋区に首都圏1号店の板橋店 を開店させた。
かつては創業者の清水と、その弟で2代目社長の清水三夫による同族経営を行っていたが、バブル景気に浮かれたことによる投資の失敗を理由に三夫を解任し、一時期は自身が会長兼務の形で社長に再任となった。清水がイギリスへ視察に訪れた際に、三菱商事の英国子会社に当時在籍していた岩崎高治を見い出し、社内に招き入れたとされる。同族経営の解消に舵を切った清水の意向により、2006年3月に岩崎が社長に就任して同族経営は終焉した。

## 沿革

### 創業 - ライフストア時代
- 1910年（明治43年） - 創業[広報 1]
- 1941年（昭和16年）2月22日 - 大興セルロイド株式会社設立（株式額面金額50円）。
- 1956年（昭和31年）10月 - 清水実業株式会社（初代）を設立[広報 1]。食料品販売及びパイン缶詰、フルーツ等の輸入並びに国内販売を開始。
- 1956年（昭和31年）10月24日 - 株式会社ライフを設立（東京都板橋区仲宿47番地、株式額面金額500円）。
- 1961年（昭和36年）11月 - 1号店となる豊中店（大阪府豊中市）を開店[9]、スーパーマーケット形式による営業を開始。翌年から大阪府や兵庫県を中心にチェーンストア展開を開始。
- 1971年（昭和46年）10月 - 板橋店を開設し、首都圏に進出。同時に東京本部を設置。
- 1973年（昭和48年）10月 - 清水実業株式会社（初代）から株式会社ライフ（初代）へ商号変更。
- 1975年（昭和50年）8月20日 - 大興セルロイド株式会社を清水実業株式会社（2代）へ商号変更。
- 1978年（昭和53年）12月1日 - 休眠会社の清水実業株式会社（2代）が株式会社ライフ（初代）を吸収合併し、株式会社ライフ（2代）へ商号変更（いわゆる株式額面変更目的の合併）。
- 1979年（昭和54年） - 本店は東京に残し、本部を大阪市淀川区に設置。翌年から「本社」と呼称。
- 1981年（昭和56年） - 株式会社ライフストアへ商号変更。本店を東京都中央区日本橋本町二丁目6番3号へ、東京本部を板橋区高島平に移転。
- 1982年（昭和57年） - 大証第2部に株式上場。
- 1983年（昭和58年） - 東証第2部に株式上場。
- 1984年（昭和59年） - 大証および東証の第1部に株式上場[広報 1]。
- 1985年（昭和60年） - POSレジを導入。
- 1986年（昭和61年） - 清水信次会長、日本チェーンストア協会会長に就任。

### 2本社制のライフコーポレーションへ
- 1991年（平成3年） - 株式会社ライフコーポレーションへ商号変更。本社を大阪市東淀川区東中島一丁目19番4号の新大阪NLCビルへ移転。東京本部を「東京本社」に改称し、2本社制を導入。
- 2002年（平成14年）
  - マルエツとの合弁により「日本流通未来教育センター」を設立。
- 2005年（平成17年） - 三菱商事と資本提携を強化。
- 2006年（平成18年） - 代表取締役に岩崎高治が就任。
- 2008年（平成20年） - 近畿圏・首都圏を合わせて200店舗を達成。
- 2009年（平成21年） - 本社を「大阪本社」と呼称変更。東京本社を（東京都台東区台東一丁目2番16号のクレインヒル秋葉原）へ移転。

### 2010年代
- 2012年 (平成24年)  
  - 売上高が5000億円を突破。
  - 本店所在地を東京都中央区日本橋本町三丁目6番2号へ移転。
  - 5月15日 - ヤオコーと業務提携の協議を開始することを公表[広報 11]。
- 2013年 (平成25年）11月11日 - 大阪本社を現在地（大阪市淀川区西宮原2丁目2番22号）へ移転[広報 12]。
  - 6月 - 川崎総合物流センターを稼働[2]。
  - 11月 - なんば店をセントラルスクエアへ業態転換[広報 5]。
  - 4月11日 - セイノーホールディングスと業務提携を締結[12]。
  - 4月13日 - コーナン西本町店の1階に、新業態の都市型ミニ店舗「Miniel」1号店として西本町店を出店。
  - 5月30日 - 「Amazon Prime Now」に出店、ライフの店舗から配送することを発表[13]。

### 2020年代
- 2020年（令和2年）
  - 6月30日 - レジ袋有料化義務付けに伴い、レジ袋無料配布を全店で終了[広報 13]。
- 2021年（令和3年）
  - 11月17日 - セブンパーク天美に出店[広報 14]。
- 2023年（令和5年）
  - 4月17日 - 「ららぽーと門真・三井アウトレットパーク 大阪門真」に、300店舗目となる「セントラルスクエアららぽーと門真店」を出店。[広報 15]。
  - 5月27日 - 本店（登記地）を東京都中央区日本橋本町三丁目6番2号（清信興産の本店登記地と同じ）から大阪市淀川区西宮原二丁目2番22号（大阪本社）に移転。
  - 11月13日 - 食品廃棄削減への取り組みとして、プライベートブランド商品の賞味期限表示を「年月日」から「年月」に随時変更することを発表[14]。
- 2024年（令和6年）
  - 2月26日 - 東京本社を品川区に移転。

## 歴代社長
清水実業社長
- 清水信次：1956年 - 1973年

ライフ社長
- 清水信次：1973年 - 1981年

ライフストア社長
- 清水信次：1981年 - 1982年
- 清水三夫：1982年 - 1988年
- 清水信次：1988年 - 1991年

ライフコーポレーション社長
- 清水信次：1991年 - 2006年
- 岩崎高治：2006年 - 現職

## 店舗

### 現在の店舗
- 近畿地区の店舗：店舗一覧（近畿圏）
- 首都圏の店舗：店舗一覧（首都圏）

### かつて存在した店舗

#### 千葉県
- 作草部店
- 八千代店（2003年閉店）
- 稲毛駅前店（2004年3月28日閉店）
- 薬円台店（2006年1月29日閉店）
- 豊四季店（2008年2月20日閉店）
- 我孫子店（2009年10月31日閉店）
- 稲毛高洲店（2011年1月30日閉店[15][出典無効]）- 千葉市美浜区高洲1-1-13[15][出典無効]。
- 関宿店（2012年8月26日閉店）
- 木下店（2013年2月10日閉店[16][出典無効]）
- 馬橋店（2013年11月10日閉店）

#### 埼玉県
- 川口西青木店
- 新田店
- 武里店 - 現在はダイソー春日部武里店。
- 弁天町店
- 寄居店 （2013年8月31日閉店[17]）- 現在は駐車場のタイムズ寄居駅南口。建物は2022年12月現在存続[18][出典無効]。
- 宮原店（2001年2月25日閉店）
- 川口領家店（2005年2月6日閉店）
- 川越霞ヶ関店（2006年1月29日閉店）
- 谷塚店（2006年1月29日閉店）
- 吉川店（2011年8月24日閉店）
- 宮代店 (2013年5月12日閉店） - 閉店後、同建物に宮代生鮮市場として2013年7月3日にオープンしたが、2015年9月末に閉店。その後、建物は解体された。
- 朝霞店（2017年7月16日閉店[19][出典無効]）- 閉店後、同建物にコモディイイダ朝霞仲町店が2017年10月5日にオープン[20]。
- 戸田店（2018年1月28日閉店[21][出典無効]） - 閉店後、同建物にセイムス戸田笹目店が2018年5月31日にオープン[22][出典無効]。翌6月1日にダイソーセイムス戸田笹目店が同建物の2階にオープン[23][出典無効]。
- 北春日部店（2018年8月31日閉店[24][出典無効]）- 閉店後、同建物にコモディイイダ北春日部店が2019年1月29日にオープン[25]。
- 三郷高洲店（2018年8月31日閉店[26][出典無効]）- 閉店後、同建物にコモディイイダ三郷店が2018年12月8日にオープン[広報 16]。
- 浦和白幡店（2019年1月31日閉店[27][出典無効]） - 閉店後、同建物にスギドラッグ浦和神明店が2019年5月30日にオープン[28]。併設のタカハシ浦和神明店も同建物の2階に同日オープン[29][出典無効]。
- 毛呂山店（2022年2月13日閉店[30][出典無効]） - 閉店後、同建物にロヂャース毛呂山店が2023年3月9日にオープン[広報 17]。併設のデンキチ毛呂山店も同建物の2階に同日オープン[広報 18]。

#### 東京都
- 志村坂下店
- 南葛西店
- 杉並宮前店
- 代田店
- 高島平店
- 大泉店 - 練馬区。跡地は2階建てビル（2階：ライフ生活館、日用品・化粧品のみ取り扱い）。

2002年に大泉学園駅南口に開業した再開発ビル「ゆめりあフェンテ」に大泉学園駅前店が開業している。
- 京浜蒲田店（2013年1月20日閉店[31][出典無効]）- 京急蒲田駅西口。京急蒲田地区再開発事業により閉店[31]。

再開発事業終了後、同地に「京急蒲田駅前店」が新設されたが、この店舗は後継店舗ではない。実質の後継店舗はそれ以前に開店したJR蒲田駅西口の「西蒲田店」。
- 調布仙川店（2013年2月10日閉店）- 仙川駅北側。ウェルパークが近隣から移転して居抜き出店、ウェルパーク調布仙川店[32] として営業中。
- 竹の塚東店（2013年8月25日閉店）
- 舎人店(2014年7月27日閉店[33]) - その後コモディイイダ舎人店が居抜き出店。
- つつじヶ丘店（2017年4月2日閉店[34][35][出典無効]）- 調布市東つつじケ丘1-3-3。忠実屋つつじヶ丘店の跡地への居抜き出店。つつじヶ丘駅北口の「つつじヶ丘マンション」低層階に出店していた。1階から3階までがライフの店舗で、1階は食料品、2階は衣類・ファッション、3階は日用品・医薬品・生活用品・寝具など。地下1階にはセリアつつじヶ丘店が出店。

2017年4月28日に開業したショッピングセンター「クロスガーデン調布」へ移転のため閉店。同日よりクロスガーデン調布店（食料品・日用品のみ取り扱い） として営業開始。
ライフつつじヶ丘店の閉店後も、セリアだけは営業を続けていたが2018年8月16日に閉店。建物は老朽化による建て替えのため2018年に解体された。
- 西新井店（2018年1月28日閉店[39][出典無効]）　- 閉店後、同地は改装を経てスギ薬局西新井店が2018年7月19日に開店[40][出典無効]。

#### 神奈川県
- 川崎宮内店（2014年11月9日閉店[41]）- 川崎市中原区宮内2-25-18[41]。同年11月19日に宮内二丁目店（宮内2-1-1）が開店[42][出典無効]。
- 大船店（2017年4月16日閉店）- 市街地再開発のため閉店。グランシップ大船駅前店として再開発終了後オープン。

#### 大阪府
- 毛馬店（旧店舗）- 現在の毛馬店より北側の桜宮高校の近くにあった。
- 寝屋川店（旧店舗）- 現在の寝屋川店とは異なり、京阪寝屋川市駅前の長崎屋の地下にあった。
- 豊中駅前店
- 和泉店
- 高槻川西店
- 高野台店
- 青葉台店
- 加美東店
- 緑町店
- 泉南店（1996年閉店）
- 千里丘店（2004年3月28日閉店）
- 美原店（2008年2月29日閉店）
- 毛馬橋店（2008年3月19日閉店）
- 西緑丘店（2010年1月30日閉店）
- 志紀駅前店（2010年1月31日閉店）- 1999年まではこちらが志紀店だった。
- 伊賀店（2011年11月13日閉店[43]）- 羽曳野市伊賀2-25-2。
- 市岡店（2014年9月30日閉店）
- 靭店（2016年3月21日閉店[44]）- 同年6月25日にオーガニック系スーパー「BIO-RAL」へ業態転換[4]。
- 友井店（2018年3月31日閉店）
- 南住吉店（2018年6月24日閉店[45]）
- 茨田大宮店（2019年1月31日閉店）
- 新大阪店（2019年5月31日閉店[46]）- かつては本社ビルも兼ねていた。
- 庭代台店（2020年2月29日閉店[47]）
- 深井店（2020年2月29日閉店[48]）
- 新森店（2021年1月31日閉店)
- 天美店（2021年10月31日閉店） - セブンパーク天美店に移転。
- 初芝東店（2022年11月20日閉店） - 初芝店建て替えによる仮店舗として営業[49]。
- 福田店（2023年11月15日閉店)
- 忠岡店（2024年4月30日閉店)
- 堺インター店（2024年6月30日閉店[50]）

#### 京都府
- 三条御前店（2004年3月28日閉店）
- 男山北センター店（2004年3月28日閉店）
- 向日店（2017年2月28日閉店）

#### 兵庫県
- 白川台店
- 土山店
- 福崎店
- 伊丹店（2000年8月31日閉店）- 伊丹セントラルプラザの地下1階にあった。
- 伊丹山田店（2004年6月20日閉店）
- 今津店（2008年3月5日閉店）- 同年3月13日、阪神今津駅高架下商業施設「エキーマ今津」内に今津駅前店として再オープン。

#### 奈良県
- 郡山泉原店（2004年3月28日閉店）
- 南生駒店（2006年1月31日閉店）
- 西ノ京店（2009年1月31日閉店）
- 三郷店（2011年11月13日閉店[51][出典無効]）- JR三郷駅そば、生駒郡三郷町立野南2-10-12[51][出典無効]。
- 学園前店（2021年8月31日閉店[52]）

## POSシステム
一部店舗ではセルフレジをはじめ、セミセルフレジ「お支払いセルフレジ」が導入されており、後者は新店舗や改装店舗などに導入されている。

## ポイントカード
自社カード「LaCuCa（ラクカ）」「LC JCBカード」に加え、「Ponta」「dポイント」の4種類のポイントカードが利用可能である。また、公式アプリ「ライフアプリ」がポイントカードとして使えるようになった。
「Ponta」と「dポイント」は、ポイント料率はライフのポイントカードと同じだが、ポイント倍付けやボーナスポイント付与の対象外である。また、ライフのポイントカードを含む他のポイントカードとの併用もできない。
また、2018年3月末を持って利用不可となった「現金ポイントカード」についても述べる。

### LaCuCa
2016年7月より、従来の「現金ポイントカード」に代わる新たなカードとして導入された。2016年7月15日に近畿圏、7月23日に首都圏の一部店舗にて先行導入されたのを皮切りに、同年8月23日から全店で利用開始された。「LaCuCa」の導入により、クレジットカードでの支払いでもポイントが貯まるようになった。
ライフコーポレーションは、セルフレジとの連動でキャッシュレス化を推進する方針を掲げており、2018年にはキャッシュレス化40%を達成した。
LaCuCaは、セブン&アイのnanacoと同様に、自社独自の電子マネーを搭載したポイントカード であるが、nanacoとは異なり、チャージせずにポイントカードのみとして使用することもできる。ポイント料率は200円（税抜）ごとに1ポイント。LaCuCa電子マネーで支払うと、さらに300円（税抜）ごとに1ポイントが加算される。例えば600円（税抜）をLaCuCa電子マネーで支払うと、通常の3ポイントに加えて2ポイントが加算され、合計5ポイント貯まることになる。
貯めたポイントは、1ポイント=1円分として利用可能で、1ポイント単位で会計の際に利用できる。有効期限はポイントは1年間、LaCuCa電子マネー残高は最後に利用またはチャージした日から5年間。
チャージは1000円単位で、レジで店員に申し出るか、サービスカウンター付近に設置されているチャージ機を使用する。チャージ機では紙幣のみ使用可能でお釣りが出ない。いったんチャージした残高は返金できないため注意が必要である。また退会する場合もチャージ残高の払い戻しはできない。紛失・盗難の場合は店舗に申し出ることで利用停止の手続きができる。
入会金は100円、年会費は無料。16歳以上の者が入会できる。2019年2月末までは「現金ポイントカード」同様、年会費・発行手数料無料で配布されていたが、発行手数料無料キャンペーンの終了に伴い、同年3月以降は100円の発行手数料がかかるようになった。

### LC JCBカード
2016年3月1日から発行受付が開始 された、JCBの提携クレジットカード。しばしば混同されることがあるが、ライフカードとは無関係である。
ライフの店舗ではクレジット支払いだけでなく、現金支払いの場合に提示することでポイントカードとしての利用も可能である。ポイント料率は200円（税抜）ごとに1ポイント。
さらに「LC JCBカード」でのクレジット払いに限り特典として、「衣料品・くらしの品ポイント」として200円（税抜）ごとに1ポイント、毎月7の付く日（7日・17日・27日）は200円（税抜）ごとに5ポイント付与される。また、ライフ以外でのJCB加盟店の利用でもポイントが貯まるように、毎月の口座引き落とし時に200円（税込）ごとに1ポイントが付与される。
入会金・年会費は無料。カードの柄は、銀色基調の通常デザインと、水色基調のディズニーデザインの2種類が用意されている。

### 他社系ポイントカード
「Ponta」は、2013年7月頃から一部店舗で行われていた試験導入 を経て、2018年5月29日から全店で利用可能 になった。同時に「dポイント」も利用可能となった。
2011年頃から、同じ三菱商事系企業によるポイントカード「Ponta」の導入が予測されていたが、実に7年越しで全店導入となった。

### ライフアプリ
2018年9月4日、スマートフォン（iPhone・Android）で利用できる「ライフアプリ」 がリニューアルされ、「LaCuCa」と連携してポイントカードとしても利用できるようになった。
物理カードの代わりに、画面に表示されるバーコードを提示して使用する。アプリ上でポイントや電子マネーの残高が確認できるが、アプリ自体で電子マネーとしての利用（バーコード決済）はできない。

### かつて利用できたカード
現金ポイントカード
2000年にサービス開始。導入当時は一部店舗（主に大型店とその隣接した店舗）のみでしか使えなかったが、2007年4月に全店へ対応した。システムは東芝デジタルソリューションズ製。
入会費・年会費は無料で、ポイント料率は100円（税抜）ごとに1ポイントであった。
プラスチック製のカードで、近畿圏店舗は赤色、首都圏店舗は黄緑色のカードが発行されていた。磁気タイプではなくJANコードを読み取るタイプで、初期の頃はレシートの下部にカードのナンバーが印字されていたが、のちに個人情報漏洩防止のため下4桁のみ表示に変更された。
新しいポイントカードとして「LaCuCa」が全店舗で発行開始されることになったため、2016年7月限りで「現金ポイントカード」の発行は終了となった。「LaCuCa」や「LCカード」への移行期間として、約20か月間は3種類とも利用可能とされていたが、2018年3月末をもって「現金ポイントカード」の利用はできなくなった。
旧来の「現金ポイントカード」所持者に対しては、「LaCuCa」への移行（ポイント残高と登録情報が引き継げた）を推奨してきたが、翌2019年5月末をもって「現金ポイントカード」に登録されていた会員情報やポイント残高がすべて削除され、移行できなくなった。
レジ袋不要の際は「エコポイント」が付与されていたが、2016年5月末で廃止された（その代替措置として現金2円引きサービスが残された）。
スタンプカード
「現金ポイントカード」が全店に普及する以前は、紙製の「スタンプカード」が発行されていた。旧モデルは青・緑、新モデルはピンクである。スタンプを貯めるともらえる景品は、サービス開始当時は食品用ラップや100円の金券など様々であった。
買い物袋を持参するごとに1スタンプ押印され、20スタンプで100円の金券として利用できた。「現金ポイントカード」普及後は「エコポイント」加算という形で廃止された。

## 関係会社
子会社
- 株式会社ライフフィナンシャルサービス（クレジットカード発行業務）
- ライフ興産株式会社（損害保険等代理業務）

関連会社
- 株式会社日本流通未来教育センター - マルエツとの合弁で設立されたスーパーマーケット業界の研修機関。埼玉県蕨市にあるマルエツ旧本社ビルを使用。

### 元グループ会社
- ライフフーズ - 元はライフコーポレーションの外食部門だった[56]。
- 華屋与兵衛 - 現在はゼンショーホールディングス傘下。

## 三菱商事との関係
ライフは三菱商事が筆頭株主であり、三菱商事の持分法適用会社となっている。三菱グループの一社としても名を連ねている。一部の販促企画を三菱商事に委託し、ライフの社長である岩崎高治も三菱商事出身であり三菱商事との関係が非常に強い。
しかし一方で同じく三菱商事系列の小売業であるローソングループとは大々的な提携を行わなず独自路線も保っている。ライフとローソンの関係はローソン銀行のATMを一部店舗に設置する、ローソングループの成城石井が取り扱うワインを一部販売する といった小規模なものに留まっている。プライベートブランドもローソンとライフでは別々に用意されている上、相互取扱いアイテムも現状は設定されていない。

## キャラクター
ララピー
2016年2月26日からライフのイメージキャラクターとして登場した。シンボルマークの四つ葉のクローバーに掛けた「よつば」と読める4月28日が誕生日という設定のため、2017年2月ではなく同年4月に「生誕1周年」とアピールしていた。
デザインはポケットモンスターのピカチュウをデザインしたことで知られるにしだあつこが担当。
キャラクターグッズとしてシールやファイル、ぬいぐるみ、膝掛け、キーホルダーなどがあり、期間限定で店頭販売されることがある。2017年12月からはLINEスタンプの販売も開始された。
CMキャラクター
- 藤崎奈々子（2014年）

## テレビ番組
- 日経スペシャル カンブリア宮殿 プライベートブランドで躍進! 食品スーパー売り上げ日本一（2024年8月1日、テレビ東京）- 社長 岩崎高治出演[58]。

#### 広報資料・プレスリリースなど一次資料
1. 1 2 3 4 5 6 7 8 9 10 11 12  会社概要 株式会社ライフコーポレーション、2024年2月25日閲覧。
2. ↑  株主総会招集通知 2021年1月6日閲覧
3. ↑  “近畿圏店舗一覧”. 株式会社ライフコーポレーション. 2020年6月13日閲覧。
4. ↑  ライフTOP  >  お問い合わせ 株式会社ライフコーポレーション
5. 1 2 3 4 5  “ライフ／キャッシュレス化40％達成、岩崎社長が語る成長戦略”. 流通ニュース (2018年12月21日). 2020年6月13日閲覧。
6. ↑  “セントラルスクエア北畠店オープンのお知らせ”.   株式会社ライフコーポレーション (2014年11月22日). 2020年6月14日閲覧。
7. ↑  “街にくらす人、はたらく人の「ちょうどいい」を叶える新業態店舗「Miniel（ミニエル）」が誕生！Miniel西本町店オープンのお知らせ”. PR TIMES (2019年4月8日). 2020年6月13日閲覧。
8. ↑  “コーポレートブランド概要”. くらしモア. 2020年6月13日閲覧。
9. ↑  豊中店 株式会社ライフコーポレーション
10. ↑  板橋店 株式会社ライフコーポレーション
11. ↑  業務提携検討に関する覚書締結のお知らせについて (PDF)  - ライフコーポレーション 2012年5月15日
12. ↑  大阪本社の移転について (PDF)  - ライフコーポレーション 2013年10月9日
13. ↑  “2020年6月30日をもってライフ全店でレジ袋の無料配布を終了いたします”.   株式会社ライフコーポレーション (2020年6月6日). 2020年6月14日閲覧。
14. ↑  セブン＆アイ・クリエイトリンクの手がける大型商業施設にライフが初出店 11/17（水）、ライフセブンパーク天美店がオープン！ - ライフコーポレーション（2021年10月9日）
15. ↑  毎日の食卓を彩り、お客様に“最高のENJOY”をお届け！4/17（月）、ライフ300店舗目となる「セントラルスクエアららぽーと門真店」がグランドオープン - ライフコーポレーション（2023年4月10日）
16. ↑  コモディイイダ三郷店 - 基礎情報 2023年2月25日閲覧。[出典無効]
17. ↑  ロヂャース毛呂山店 ロヂャース公式ウェブサイト
18. ↑  デンキチ 毛呂山店 デンキチ公式ウェブサイト
19. ↑  ライフオリジナル電子マネー「LaCuCa」誕生！ (PDF) - ライフコーポレーション 2016年7月11日
20. 1 2 3 4 5 6 7 8 9 10  “電子マネー機能付きポイントカード LaCuCa”. 株式会社ライフコーポレーション. 2020年6月13日閲覧。
21. ↑  お得なクレジットカード「LC JCBカード」の発行を開始します。 (PDF) - ライフコーポレーション 2016年2月26日
22. ↑  ライフ（限定店舗）（Ponta公式サイト）
23. 1 2  ライフ全店で「Ponta」･「dポイント」導入 (PDF) - ライフコーポレーション 2017年3月21日
24. 1 2  “ライフアプリがお得にリニューアル！”. 株式会社ライフコーポレーション. 2020年6月13日閲覧。
25. 1 2 3  “ライフアプリが９月１４日（金）にリニューアル ～ライフおすすめ商品を紹介する「ライフマガジン」スタート～”. PR TIMES (2018年9月12日). 2020年6月13日閲覧。
26. 1 2  東芝デジタルソリューションズ｜導入事例｜ライフコーポレーション様（全文）
27. ↑  詳細情報：株式会社ライフコーポレーション | 三菱グループサイト
28. ↑  ライフ桜新町店へのローソン銀行ATMの設置について
29. ↑  ライフイメージキャラクター「ララピー」が誕生！ ライフコーポレーション 2016年2月25日
30. ↑  ライフ公式キャラクター「ララピー」のＬＩＮＥスタンプを発売！ 株式会社ライフコーポレーション、2017年12月1日